# 관리관
관리관은 일반직 공무원중 최상위의 직급이다. 관리관은 이사관[2급] 바로 위의 직급이며, 일반직 공무원의 각 직군에서 최고 직급으로서 그 계급이 1급이다.
중앙 행정기관에서 관리관으로 보(補)하는 직위로는 국무조정실의 국정운영실장을 비롯한 각 실장, 부처의 차관보 및 기획조정실장, 기획재정부의 예산실장·세제실장, 국세청차장·서울지방국세청장·중부국세청장 등이 있다. 기타 관리관으로는 광역시부시장, 부지사, 치안정감 등을 들 수 있다.